# Tron: Povstání
Tron: Povstání (v anglickém originále TRON: Uprising) je animovaný televizní sci-fi seriál společnosti Disney z roku 2012. Vychází z původního filmu Tron z roku 1982 a dějově je vložen před navazující Tron: Legacy (2010). Příběh se odehrává ve světě Sítě (The Grid) v odlehlém městě Argon, které obsadí Cluův generál Tesler a mladý mechanik Beck se s Tronovou podporou chystá vést povstání proti nechtěné nadvládě.

## Postavy a původní dabing
| Elijah Wood         | Beck, mladý program vedoucí povstání, tzv. „Odpadlík“  |
| Bruce Boxleitner    | Tron, někdejší zrazený strážce Sítě, Beckův mentor     |
| Mandy Mooreová      | Mara, Beckova spolupracovnice                          |
| Nate Corddry        | Zed, Beckův spolupracovník                             |
| Lance Henriksen     | Tesler, Cluův generál                                  |
| Emmanuelle Chriqui  | Paige, Teslerova pobočnice                             |
| Paul Reubens        | Pavel, Teslerův ambiciózní pobočník                    |
| Reginald VelJohnson | Able, majitel garáže, kde Beck pracuje s Marou a Zedem |
| Tricia Helfer       | The Grid (Síť), systémový hlas                         |

## Produkce
V listopadu 2010, ještě před uvedením filmového Trona: Legacy do běžné kinodistribuce, ohlásila televize Disney záměr pořídit animovaný seriál inspirovaný světem Sítě. Seriál měl vzniknout v produkci Disney Television Animation a na jeho tvorbě se měli podílet kromě výkonného producenta a režiséra Charlieho Beana také Edward Kitsis a Adam Horowitz (scenáristé filmu Tron: Legacy a výkonní producenti seriálu Ztraceni) a Justin Springer (koproducent filmu Tron: Legacy). Ohlášeno bylo i hlasové obsazení hlavních postav.
Snímek vznikal kombinací 2D animace s počítačovou CGI animací. Výpravu měl na starosti španělský umělec Alberto Mielgo a postavy vytvářel Robert Valley, animátor videoklipů kapely Gorillaz. Na tvorbě se podílel i Daniel Simon, autor designu vozidel z filmového Trona: Legacy. Zvuková stopa obsahuje také hudbu Daft Punk, složenou k filmu.
Alberto Mielgo byl za svou práci na seriálu odměněn cenou Emmy za mimořádný osobní přínos v animaci.

## České uvedení
V české premiéře seriál uvedla televize Prima od 15. února 2014. Začala však až od druhého dílu. České znění seriálu pro ni připravila v letech 2013–2014 společnost SDI Media v režii Jiřího Balcárka. Becka v něm daboval Marek Holý, Trona Jiří Schwarz, Maru René Slováčková, Zeda Filip Švarc, generála Teslera Jakub Saic a Abla Jiří Valšuba.

## Seznam dílů
| Pořadí | Původní název              | Český název            | Režie        | Scénář                                           | Premiéra v USA    | Premiéra v ČR   | Sledovanost v USA (v mil.) |
| ------ | -------------------------- | ---------------------- | ------------ | ------------------------------------------------ | ----------------- | --------------- | -------------------------- |
| 1      | Beck's Beginning           |                        | Charlie Bean | Edward Kitsis a Adam Horowitz                    | 18. května 2012   |                 | 1,79                       |
| 2      | The Renegade (Part 1)      | Odpadlík (část 1.)     | Charlie Bean | Edward Kitsis a Adam Horowitz                    | 7. června 2012    | 15. února 2014  | 0,58                       |
| 3      | The Renegade (Part 2)      | Odpadlík (část 2.)     | Charlie Bean | Edward Kitsis a Adam Horowitz                    | 14. června 2012   | 16. února 2014  | 0,37                       |
| 4      | Blackout                   | Výpadek                | Charlie Bean | Edward Kitsis a Adam Horowitz                    | 21. června 2012   | 22. února 2014  | 0,54                       |
| 5      | Identity                   | Identita               | Charlie Bean | Bill Wolkoff                                     | 28. června 2012   | 23. února 2014  | 0,38                       |
| 6      | Isolated                   | Trosečníci             | Charlie Bean | André Bormanis                                   | 5. července 2012  | 1. března 2014  | 0,36                       |
| 7      | Price of Power             | Cena moci              | Charlie Bean | Adam Nussdorf                                    | 12. července 2012 | 2. března 2014  | 0,35                       |
| 8      | The Reward                 | Odměna                 | Charlie Bean | Scott Nimerfro a André Bormanis                  | 19. října 2012    | 8. března 2014  |                            |
| 9      | Scars (Part 1)             | Jizvy (část 1.)        | Charlie Bean | Bill Wolkoff                                     | 26. října 2012    | 9. března 2014  |                            |
| 10     | Scars (Part 2)             | Jizvy (část 2.)        | Charlie Bean | Bill Wolkoff                                     | 2. listopadu 2012 | 15. března 2014 |                            |
| 11     | Grounded                   | Domácí vězení          | Charlie Bean | Adam Nussdorf                                    | 3. prosince 2012  | 16. března 2014 |                            |
| 12     | We Both Know How This Ends | Oba víme, jak to končí | Charlie Bean | Adam Nussdorf a Akela Cooper                     | 10. prosince 2012 | 22. března 2014 |                            |
| 13     | The Stranger               | Cizinec                | Charlie Bean | Adam Nussdorf, Scott Nimerfro a Ryan Mottesheard | 17. prosince 2012 | 29. března 2014 |                            |
| 14     | Tagged                     | Označkovaní            | Charlie Bean | Charlie Bean                                     | 24. prosince 2012 | 23. března 2014 |                            |
| 15     | State of Mind              | Stav mysli             | Charlie Bean | Mark Litton, Bill Wolkoff a Adam Nussdorf        | 31. prosince 2012 | 30. března 2014 |                            |
| 16     | Welcome Home               | Vítej doma             | Rob Valley   | Scott Nimerfro, Adam Prince a Donna Thorland     | 7. ledna 2013     | 5. dubna 2014   |                            |
| 17     | Rendezvous                 | Schůzka                | Charlie Bean | Bill Wolkoff                                     | 14. ledna 2013    | 6. dubna 2014   |                            |
| 18     | No Bounds                  | Bez hranic             | Charlie Bean | Steven Lisberger a Bonnie MacBird                | 21. ledna 2013    | 12. dubna 2014  |                            |
| 19     | Terminal                   | Konečná                | Charlie Bean | Scott Nimerfro, Adam Nussdorf a Donna Thorland   | 28. ledna 2013    | 13. dubna 2014  |                            |